# Moraba longiscapus
Moraba longiscapus är en insektsart som beskrevs av Sjöstedt 1921. Moraba longiscapus ingår i släktet Moraba och familjen Morabidae. Inga underarter finns listade i Catalogue of Life.